# Ван Сяохуэй
Ван Сяохуэй (кит. 王晓晖, род. август 1962, Чанлин, Цзилинь) — китайский государственный и политический деятель, секретарь (глава) парткома КПК провинции Сычуань с 22 апреля 2022 года.
Ранее первый заместитель заведующего Отделом пропаганды ЦК КПК с совмещением должностей заведующего Канцелярией ЦК по строительству духовной цивилизации и директора вновь образованного Государственного управления по вопросам кино (2018—2022).
Член Центрального комитета Компартии Китая 19 и 20-го созывов.

## Биография
Родился в августе 1962 года в районе Чанлин городского округа Сунъюань, провинция Цзилинь.
В 1986 году окончил юридический факультет Цзилиньский университет с дипломом магистра юриспруденции, после чего направлен по распределению на работу в Отдел пропаганды ЦК Компартии Китая, где проработал в течение следующих 36 лет. Последовательно занимал должности инструктора, помощника заведующего сектором пропаганды в образовании, заведующего сектором пропаганды в образовании, заместителя директора департамента политико-юридических исследований, директора департамента по работе с общественным мнением, директора департамента теоретической работы. В июле 2009 года назначен заместителем заведующего Отделом пропаганды ЦК КПК, с декабря следующего года — пресс-секретарь Отдела и заместитель заведующего Отделом пропаганды ЦК КПК.
В январе 2014 года в дополнение к текущим должностям занял пост заместителя директора Центра по изучению политики при ЦК КПК. С февраля 2017 года заместитель заведующего Отделом пропаганды ЦК КПК и первый заместитель директора Центра в ранге министра.
В январе 2018 года назначен на две должности — первым заместителем заведующего Отделом пропаганды ЦК КПК и директором Канцелярии ЦК КПК по строительству духовной цивилизации, одновременно и до 2020 года продолжал работать директором Центра по изучению политики при ЦК КПК. В мае 2018 года занял четвёртую должность главы вновь образованного Государственного управления по вопросам кино. В январе 2018 года возглавлял официальную делегацию Компартии Китая по «продвижению духа и решений 19-го съезда КПК», посетившую Эфиопию, Кению, Британию и другие страны.
В июне 2019 года возглавлял делегацию КНР на церемонии закрытия китайско-российского мотопробега «Дорога дружбы — 2019» в Москве.
В 2022 году направлен в региональную политику. 22 апреля 2022 года решением Центрального комитета Компартии Китая назначен на высший региональный пост секретаря (главы) парткома КПК провинции Сычуань.